# 215丁目駅
215丁目駅（215ちょうめえき、英語: 215th Street）は、ニューヨーク市地下鉄IRTブロードウェイ-7番街線の駅である。マンハッタン区インウッドの10番街と西215丁目の交差点に位置し、1系統が終日停車する。

## 歴史
駅は1906年3月12日のブロードウェイ-7番街線157丁目駅 - 221丁目駅間の延伸開業と共に開業した。なお、延伸開業時には168丁目駅・181丁目駅・191丁目駅・207丁目駅は開業していない。この延伸区間は1906年5月29日まで区間内完結のシャトル列車が運行されており、5月30日より157丁目駅以南へ直通する地下鉄列車の運行が開始された。
1948年4月6日、103丁目駅 - ダイクマン・ストリート駅間の各駅でホーム有効長の延長が行われた。以前は6両編成までの入線に対応していたが、延長工事により10両編成の列車の入線に対応できるようになった。ただし、125丁目駅のみ2ヶ月後の1948年6月11日に延長が行われている。また、その1ヶ月後の7月9日に当駅含む207丁目駅 - 238丁目駅間の各駅で423,000ドルの費用をかけて延長が行われた。

## 駅構造
| P ホーム階 | 相対式ホーム、右側ドアが開く | 相対式ホーム、右側ドアが開く                                                                              |
| P ホーム階 | 北行緩行線                   | ← ヴァン・コートランド・パーク-242丁目駅行き（マーブル・ヒル-225丁目駅） ← ラッシュ時一部列車：当駅止まり |
| P ホーム階 | 混雑方向急行線               | → 定期列車設定なし                                                                                        |
| P ホーム階 | 南行緩行線                   | → サウス・フェリー駅行き（207丁目駅）→                                                                    |
| P ホーム階 | 相対式ホーム、右側ドアが開く | |
| G          | 地上階                       | 出入口 |

駅は相対式ホーム2面と緩行線2線・急行線1線を有した2面3線の高架駅で、中央の急行線は現在定期列車では使用されていない。また、駅の南には207丁目車両基地がある。
駅には1991年にWopo Holupにより制作された『Elevated Nature I-IV』という作品が飾られており、これはホーム壁面にある灰色の大理石のタイルで構成されている。この作品はブロードウェイ-7番街線の他の4駅にも飾られている。

### 出入口
各ホーム中央に木造駅舎を有し、改札内でホーム間は行き来できない。南行ホーム側駅舎にはホームとの間に3つの扉があり、駅舎内には回転式改札機ときっぷ売り場がある。駅舎からは10番街と西215丁目の交差点北西・南西への階段が1つずつ出ている。
北行ホーム側駅舎は係員専用で乗客は立ち入ることができない。北行ホームの改札口はホーム上に2箇所あり、1箇所は出場専用回転式改札機のみで10番街と西215丁目の交差点北東へ、もう1箇所は入出場対応回転式改札機があり同交差点南東へ出ることができる。

## 利用客数
当駅は2016年に63万6441人が利用しており、ニューヨーク市地下鉄422駅中395番目の利用客数である。また、平日の平均利用客数は2001人で、マンハッタン区内のニューヨーク市地下鉄駅としては平日平均利用客数・年間利用客数の両方において最も少ない駅となっている。